# Belsy Laza
Belsy Laza Muñoz (Guantánamo, 5 giugno 1967) è un'ex pesista cubana, con un primato personale di 20,96 m.

## Palmarès
| Anno | Manifestazione      | Sede         | Evento         | Risultato | Misura  | Note |
| ---- | ------------------- | ------------ | -------------- | --------- | ------- | ---- |
| 1987 | Giochi panamericani | Indianapolis | Getto del peso | Bronzo    | 18,06 m |      |
| 1989 | Mondiali indoor     | Budapest     | Getto del peso | 6ª        | 19,32 m |      |
| 1989 | Universiadi         | Duisburg     | Getto del peso | Argento   | 19,32 m |      |
| 1991 | Mondiali indoor     | Siviglia     | Getto del peso | 5ª        | 18,91 m |      |
| 1991 | Mondiali            | Tokyo        | Getto del peso | 9ª        | 18,49 m |      |
| 1991 | Giochi panamericani | L'Avana      | Getto del peso | Oro       | 18,87 m |      |
| 1992 | Olimpiadi           | Barcellona   | Getto del peso | 4ª        | 19,70 m |      |
| 1993 | Mondiali indoor     | Toronto      | Getto del peso | 7ª        | 18,75 m |      |
| 1993 | Mondiali            | Stoccarda    | Getto del peso | 8ª        | 19,27 m |      |
| 1993 | Universiadi         | Buffalo      | Getto del peso | Argento   | 18,48 m |      |
| 1996 | Olimpiadi           | Atlanta      | Getto del peso | 10ª       | 18,40 m |      |